# 急就篇

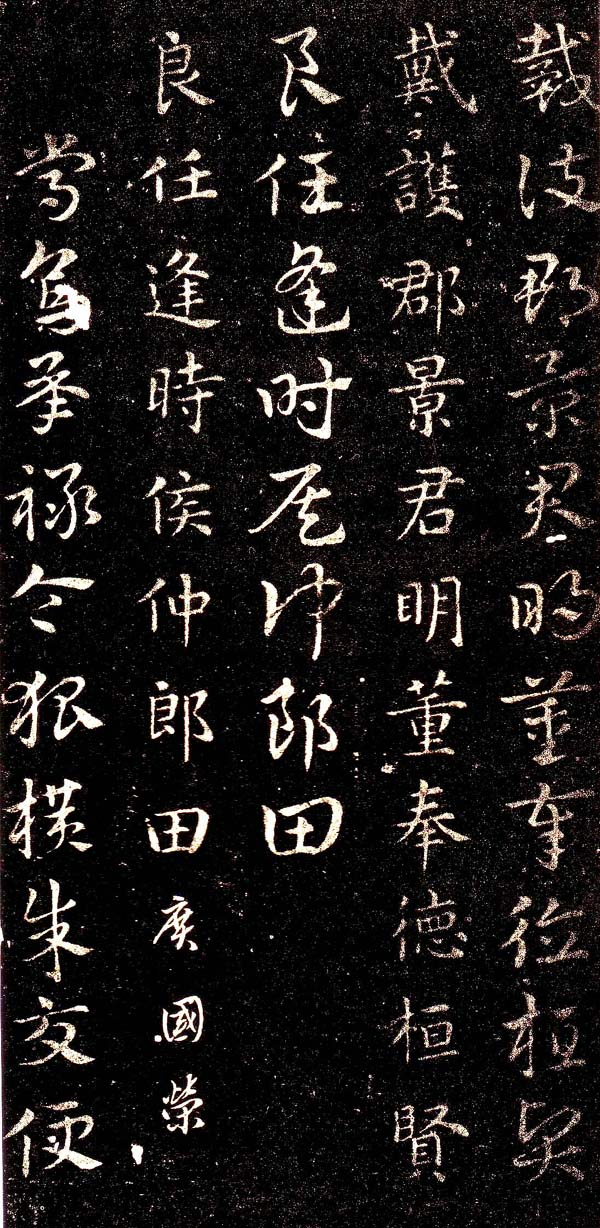
皇象碑の拓本

『急就篇』（きゅうしゅうへん）は、前漢末の史游の作と伝えられる漢字学習書。たんに『急就』、あるいは『急就章』とも呼ぶ。

## 成立
『急就篇』は前漢の元帝の宦官であった史游の作とされ、「急就奇觚与衆異」で始まるために『急就篇』と呼ばれる。漢字を韻をふむように並べて学習しやすいようにしたもので、漢から唐に至るまで広く使われたが、学習書として千字文・百家姓・三字経などが使われるようになると急就篇は衰えた。
『急就篇』は章草の手本として使われ、唐の張懐瓘『書断』では史游を章草の祖としている。
先行する同様の書に『史籀篇』『蒼頡篇』などがあったが、いずれも現存していない（ただし『蒼頡篇』は部分的に出土資料がある）。『急就篇』は完全な形で残っている最古の漢字学習書である。
『急就篇』には多くの注釈がつけられたが、顔師古によるものが現存するほかは滅んだ。南宋の王応麟は顔師古のものにさらに補注を加えた。

## 内容
現行の急就篇は34章にわけられており、32章までの各章は63字、33章と34章は64字で、全部で2144字からなる。『四庫全書総目提要』には文字が重複していないとあるが、これは誤りであり、たとえば「相」字は10回出てくる。一句は七字、四字、三字のいずれかよりなる。開題のあと、7章までは人名を羅列し（三字一句、偶数句末押韻）、それ以降は関係した字をまとめている。
王応麟によると最後の2章128字は後に追加されたものであり、また皇象の碑には第7章（63字）がなかったという。

## 皇象碑
三国時代の呉の書家である皇象の書に由来すると言われる、章草で書かれた『急就章』の石刻が現存する（上海市松江区の松江博物館蔵）。これは明の正統4年（1439年）に刻されたもので、北宋の宣和2年（1120年）に葉夢得が刻んだ石から取った拓本と、元の至正20年（1360年）の宋克による模本をもとに刻まれた。楷書と章草を左右に並べて記している。

## 後世への影響
『急就篇』の文句「分別部居不雑廁」は、『説文解字』序に引用されている。
『急就篇』の名をつけた書物も多く編纂された。
- 南宋の王応麟は、『姓氏急就篇』を作った。
- 宮島大八『急就篇』（『官話急就篇』）は戦前の代表的な北京語学習書。